# Albert Plesman
Albert Plesman (L'Aia, 7 settembre 1889 – L'Aia, 31 dicembre 1953) è stato un pioniere dell'aviazione e imprenditore olandese, fondatore della KLM.

## Biografia

### Primi anni
Suo padre era un commerciante di uova de L'Aia. Nel 1909, alla morte della madre, decide di arruolarsi, riuscendo a entrare come cadetto nella Koninklijke Militaire Academie di Breda. Nel 1911 divenne tenente. Durante la sua permanenza nelle forze armate, crebbe sempre più il suo interesse verso l'aviazione. Nel 1915 fu trasferito nella neonata Luchtvaartafdeeling, l'aviazione militare olandese, anche se assegnato a compiti a terra. Nello stesso anno, in visita alla base aerea di Soesterberg, incontrò il pilota W. Versteegh, sotto la cui guida divenne nel 1917 allievo pilota. Versteegh puntò molto su di lui, ma Plesman capì che quello che gli interessava non era il volo in sé. Durante la prima guerra mondiale, in cui i Paesi Bassi rimasero neutrali, Plesman ebbe l'idea di organizzare un servizio di posta aerea col Regno Unito. Il 27 dicembre 1917 si sposò con Susanna "Suus" van Eijk, originaria di Gouda. Dalla loro unione nacquero tre figli, Albert, Jan e Hans, e una figlia, Pia. Nel 1918 iniziò, insieme a M.L.J. Hofstee, a pensare a un modo per aumentare l'interesse dell'opinione pubblica olandese verso l'aviazione, in particolare quella civile. Il risultato fu la Eerste Luchtverkeer Tentoonstelling Amsterdam (Prima Esibizione Aeronautica di Amsterdam), una manifestazione aerea durata dal 1º agosto al 14 settembre 1919, con oltre 100 aerei presenti e che fu visitata da oltre 500 000 persone.

### Fondazione della KLM
Il 7 ottobre 1919 Plesman fondò assieme a vari uomini d'affari la compagnia aerea KLM, cioè Koninklijke Luchtvaart Maatschappij, in italiano Compagnia Reale d'Aviazione. Fu la regina Guglielmina a concedere l'uso dell'aggettivo Reale nel nome. Sotto la guida di Plesman la KLM divenne una delle compagnie più grandi, e sicure, dell'epoca. Durante i primi anni importante fu il ruolo di Anthony Fokker. La sua azienda, la Fokker, fondata in Germania nel 1912, si era trasferita nei Paesi Bassi nel 1919, andando a occupare proprio gli enormi padiglioni in cui si era appena svolta l'ELTA. Fokker fornì un grande know-how alla neonata KLM. I rapporti tra Fokker e Plesman si incrinarono però nel 1934, quando quest'ultimo ordinò per la sua compagnia aerei della statunitense Douglas Aircraft Company, provocando le ire del primo.

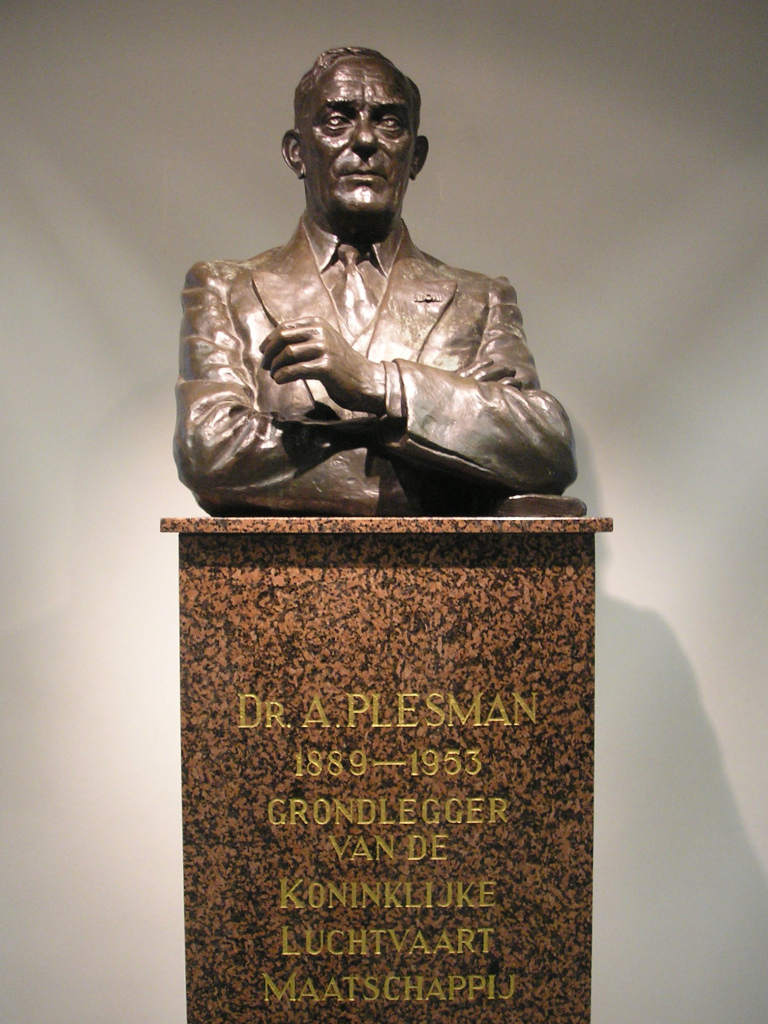
Busto di Albert Plesman nell'Aeroporto di Amsterdam-Schiphol

### Seconda guerra mondiale
Dopo lo scoppio della seconda guerra mondiale, Plesman fece parte di varie delegazioni diplomatiche ed ebbe modo di incontrarsi anche con Benito Mussolini e Hermann Göring. Dopo l'invasione dei Paesi Bassi, diversi lavoratori della KLM riuscirono a fuggire in Gran Bretagna, dove fondarono una piccola impresa. Il 9 maggio 1941 Plesman fu arrestato dai tedeschi e trasferito nel carcere di Scheveningen. Plesman fu rilasciato l'11 aprile 1942, e con la moglie si trasferì vicino a Enschede, dove iniziò a lavorare ai piani di ricostruzione della KLM. Il 1º settembre 1944 suo figlio Jan fu abbattuto col suo Spitfire IXc Princess Beatrix dal fuoco della FlaK nei cieli di Francia, perdendo la vita.
In suo memoria il fratello Albert scrisse il libro Jan Plesman, a Flying Dutchman (Jan Plesman, un Olandese Volante)

### Dopoguerra
Il 3 aprile 1945 Plesman incontrò Bernhard van Lippe-Biesterfeld, principe consorte della regina Guglielmina, per discutere della ricostruzione della KLM. Plesman ebbe contatti anche col presidente Harry S. Truman, riguardo alla fornitura di aerei per consentire alla KLM di riprendere le attività di volo. Il 27 settembre la KLM ricevette dalla USAAF un Douglas DC-4. Nonostante l'ottimismo in campo lavorativo, Plesman attraversò diversi lutti personali. Dopo la morte del figlio Jan, il 21 ottobre 1948 perse l'amico Koene Dirk Parmentier, ucciso nello schianto di un Lockheed Constellation della KLM in Scozia. Il 23 giugno perse un altro figlio, Hans, pilota civile che anch'egli perì nello schianto di un Constellation, avvenuto vicino a Bari. Hans fu insignito postumo del Bronzener Löwe. Sotto la guida di Plesman, la KLM ritornò a essere considerata tra le migliori compagnie aeree a livello mondiale. Nel 1947 fu insignito di una laurea honoris causa dall'Università Tecnica di Delft. Plesman morì il 31 dicembre 1953.
Per il suo contributo allo sviluppo dell'aviazione civile, nel 1959 fu insignito postumo del Premio Edward Warner.
A diversi aerei della KLM fu assegnato il nome Albert Plesman. Il primo fu un Douglas DC-8, primo jet della KLM. Dal 1975 al 2003 il nome fu assegnato a un Boeing 747. Dal 2003 il nome è passato a un Boeing 777-300ER.